# Židovský domov
Židovský domov (hebrejsky הבית היהודי‎‎, ha-Bajit ha-jehudi) byla izraelská krajně pravicová národně-náboženská sionistická politická strana. Vznikla v listopadu 2008 sloučením Národní náboženské strany a stran Moledet a Tkuma. Jak Moledet, tak Tkuma posléze uskupení opustily a společně se stranou Hatikva zformovaly Národní jednotu. Ta před předčasnými parlamentními volbami v roce 2013 utvořila alianci s Židovským domovem a celkem získali 12 poslaneckých mandátů. V parlamentních volbách v roce 2015 se umístila na šestém místě se ziskem 8 poslaneckých mandátů. V letech 2012 až 2018 byl jejím předsedou Naftali Bennett. Po něm stranu vedli Rafi Perec a Hagit Moše. V roce 2021 se voleb neúčastnili. Ve volbách v roce 2022 se do Knesetu nedostali. Strana byla řazena mezi strany tzv. národního tábora.
V srpnu 2023 se spolu se stranou Náboženský sionismus sloučily do strany Národní náboženská strana-Náboženský sionismus.

## Historie
Národní náboženská strana a Národní jednota byly dvě samostatné strany, které společně kandidovaly ve volbách v roce 2006. 3. listopadu 2008 oznámila Národní náboženská strana a dvě frakce Národní jednoty (Moledet a Tkuma), že společně vytvoří novou stranu. Naopak další frakce Národní jednoty (Achi a Hatikva) sloučení odmítly. Vůdce Achi Efrajim Ejtam odmítl, jelikož podle něj je charakter nové strany příliš náboženský, vůdce Hatikvy Arje Eldad pak z důvodu absence primárních voleb ve straně.
Z počátku byla nová strana beze jména. Bylo navrženo pět názvů: ha-Bajit ha-Jehudi („Židovský domov“), Šorašim („Kořeny“), Acma'ut („Nezávislost“), Šalem („Celek“) a Amichaj. V hlasování, které proběhlo po internetu, nakonec byl vybrán název „Židovský domov.“
Předsedou veřejné komise, která bude vybírat osobnosti na kandidátní listinu strany pro volby v roce 2009, byl zvolen Ja'akov Amidror. Předsedou nové strany pak byl 8. prosince 2008 zvolen matematik z Technionu, rabín Daniel Hershkowitz. V letech 2012 až 2018 byl jejím předsedou Naftali Bennett. Po něm stranu vedli Rafi Perec a Hagit Moše.
Ve volbách do Knesetu v roce 2009 získala strana tři mandáty. Před předčasnými parlamentními volbami v lednu 2013 strana utvořila alianci s Národní jednotou. Společně pak získali 12 poslaneckých mandátů. V parlamentních volbách v roce 2015 se umístila na šestém místě se ziskem 283 910 hlasů a 8 poslaneckých mandátů.

## Poslanci

### Poslanci zvolení ve volbách do 19. Knesetu v lednu 2013
- Naftali Bennett
- Uri Ari'el
- Nisan Slomi'anski
- Eli Ben-Dahan
- Ajelet Šaked
- Uri Orbach
- Zevulun Kalfa
- Avi Varcman
- Moti Jogev
- Orit Strook
- Jonatan Chetboun
- Šuli Mu'alem

### Poslanci zvolení ve volbách do 20. Knesetu v březnu 2015
- Naftali Bennett
- Uri Ari'el
- Ajelet Šaked
- Eli Ben-Dahan
- Nisan Slomi'anski
- Jinon Magal
- Mordechaj Jogev
- Becal'el Smotrič